# Otto Conrad Hahn
Otto Conrad Hahn, ab 1788 von Hahn, (* um 1756 in Medingen; † 14. Dezember 1804 in Eldena) war ein deutscher Verwaltungsjurist und Kaufmann.

## Leben
Otto Conrad Hahn war Sohn des hannoverschen Oberamtmannes im Amt Medingen Johann Conrad Hahn und wurde am 24. Februar 1756 in Medingen getauft. Er immatrikulierte sich am 21. Oktober 1773 zum Studium der Rechtswissenschaften an der Universität Göttingen. Er wurde Mitglied der Hannöverschen Landsmannschaft und war zunächst von Ostern 1775 bis nach Michaelis 1776 deren Generaladjudant und nach dem Fortgang von Friedrich Alexander von Wenckstern ab 13. Januar 1777 bis zum 8. November des Jahres deren Senior. Hahn erlangte den Titel eines preußischen Kammerrats und wurde am 6. Dezember 1788 reichsadlig als „von Hahn“ nobilitiert. Er gehörte zu den größten Händlern für mecklenburgische Gutsbetriebe in der beginnenden Umbruchzeit, den sogenannten Walzengütern. In der Zeit von 1792 bis 1795 gingen so unter anderem die Güter Badekow, Bretzin, Gresse, Karow und Leisterförde durch seine Hände als zeitweiliger Gutsbesitzer, bevor er auf seinem Gut Charlottenthal bei Krakow am See insolvent wurde. Der mit ihm nicht verwandte mecklenburgische Uradlige Friedrich II. Hahn ließ sich 1802 ob dieser ihm peinlichen Umstände in den erblichen Grafenstand erheben. Otto Conrad vom Hahn verstarb auf seinem Pachtbetrieb in Eldena. Das ihm ebenfalls gehörende Gut Kirch Kogel konnten 1805 seine Neffen Conrad Gottfried von Hahn aus Bremen und Heinrich Hermann von Hahn aus Hannover aus der Insolvenzmasse erwerben.

## Schriften
- Ein Wörtchen zu seiner Zeit des von Hahn auf Gresse usw. über die Schiffbarmachung der Elde, Schwerin 1793